# Saint-Ferdinand-des-Ternes
Saint-Ferdinand-des-Ternes är en romersk-katolsk kyrkobyggnad i Paris, helgad åt den helige Ferdinand III av Kastilien (1199–1252). Kyrkan är belägen vid Rue d'Armaillé i Quartier des Ternes i sjuttonde arrondissementet. Kyrkan ritades i nybysantinsk stil av arkitekterna Paul Théodon, Frédéric Bertrand och Pierre Durand och uppfördes mellan 1937 och 1957. Kyrkan konsekrerades den 6 oktober 1957 av ärkebiskopen av Paris, kardinal Maurice Feltin.
Den undre kyrkan, kryptan, är konsekrerad åt den heliga Thérèse av Jesusbarnet.

## Omgivningar
- Cathédrale Saint-Alexandre-Nevsky
- Place Saint-Ferdinand
- Place Tristan-Bernard
- Place des Ternes

## Bilder
| - Glasmålning föreställande den helige Ferdinand. - Glasmålning föreställande den helige Vincent de Paul. |

## Kommunikationer
- Tunnelbana – linje  – Ternes
- Busshållplats Église Saint-Ferdinand – Paris bussnät, linje 43